# Gruppo di NGC 772
Il Gruppo di NGC 772 comprende almeno quattro galassie situate nella costellazione dell'Ariete. La distanza media tra il centro di massa di questo gruppo e la nostra Via Lattea è di circa 103 milioni di anni luce (31,6 Mpc).

## Membri
Le galassie componenti il gruppo, indicate nell'articolo di Garcia del 1993 sono:
| Nome     | Classificazione | Tipo                | RA (J2000.0)  | DEC (J2000.0) | Velocità radiale (km/s) | Magnitudine apparente | Distanza (Mpc) | Dimensioni (kal) |
| -------- | --------------- | ------------------- | ------------- | ------------- | ----------------------- | --------------------- | -------------- | ---------------- |
| NGC 770  | E3?             | Ellittica           | 01h 59m 13.6s | 18° 57′ 17″   | 2473 ± 2                | 12,8                  | 32,4 ± 2,3     | 36               |
| NGC 772  | SA(s)b          | Spirale             | 01h 59m 19.6s | 19° 00′ 27″   | 2472 ± 3                | 10,3                  | 32,4 ± 2,3     | 204              |
| UGC 1519 | Sdm?            | Spirale magellanica | 02h 02m 16.9s | 19° 10′ 47″   | 2349 ± 1                | ?                     | 32,8 ± 2,3     | 51               |
| UGC 1546 | SAB(s)c         | Spirale intermedia  | 02h 03m 20.2s | 18° 37′ 47″   | 1368 ± 6                | 14,21                 | 31,0 ± 2,2     | 36               |

Il sito DeepskyLog permette di trovare agevolmente le costellazioni in cui si trovano le galassie; in alternativa si possono utilizzare le coordinate delle galassie per individuarle. Se non altrimenti indicato, le coordinate sono quelle fornite dal sito NASA/IPAC (National Aeronautics and Space Administration / Infrared Processing and Analysis Center).